# Анатомическая терминология для пространственных отношений
В анатомической терминологии существуют особые термины для точного описания расположения частей тела, органов и других анатомических образований в пространстве и по отношению друг к другу в анатомии человека и других животных с билатеральным типом симметрии тела. Причём в анатомии человека имеется ряд терминологических особенностей, которые описываются как здесь, так и в отдельной статье.

## Используемые термины

### Положение относительноцентра масси продольной оси тела или выроста тела
| Термин | Описание термина | Антоним | Описание антонима |
| --- | --- | --- | --- |
| Абаксиальный | Располагающийся дальше от оси                                                                                         | Адаксиальный | Располагающийся ближе к оси                                                                                           |
| Апикальный | Располагающийся у вершины                                                                                             | Базальный | Располагающийся у основания                                                                                           |
| Дистальный | Дальний по ходу анатомических образований от центра тела                                                              | Проксимальный | Ближний по ходу анатомических образований от центра тела                                                              |
| К примеру, анатомически кисть всегда дистальнее локтя — если даже кисть приложена к пояснице, а локти оттопырены, кисть не становится проксимальнее. | | | |
| Латеральный | Боковой, лежащий дальше от срединной плоскости                                                                        | Медиальный | Серединный, располагающийся ближе к срединной плоскости                                                               |
| Рассматривается исходя из нормального анатомического расположения тела и не зависит от изменения положения части тела — к примеру, медиальные/латеральные стороны предплечья не меняются между собой при поворотах руки. Термины «медиальный» и «латеральный» не являются синонимами терминов «внутренний» и «наружный», особенно у полых органов. | | | |
| Правый | Располагающийся в правой половине тела обследуемого                                                                   | Левый | Располагающийся в левой половине тела обследуемого                                                                    |
| Независимо от положения этой части по отношению к рассматривающему, обследующему. | | | |
| Передний | Расположенный спереди со стороны груди, живота, лица                                                                  | Задний | Расположенный сзади со стороны спины, затылка                                                                         |
| При нормальном расположении тела (аналогично правому/левому и медиальному/латеральному, не зависит от положения смотрящего или изменения положения части тела). | | | |
| Тыльный | Обычно применяется в отношении стопы/кисти — «тыльная» часть расположена с противоположной стороны от подошвы/ладони. | Обычно применяется в отношении стопы/кисти — «тыльная» часть расположена с противоположной стороны от подошвы/ладони. | Обычно применяется в отношении стопы/кисти — «тыльная» часть расположена с противоположной стороны от подошвы/ладони. |

### Положение относительно основных частей тела
- Аборальный (лат. aboralis) (антоним: адоральный) — располагающийся на противоположном рту полюсе тела.
- Адоральный (лат. adoralis) (оральный; антоним: аборальный) — располагающийся вблизи рта.
- Абдоминальный (лат. abdominalis) — относящийся к животу.
- Вентральный (лат. ventralis) (антоним: дорсальный) — брюшной (передний)[1].
- Дорсальный (лат. dorsalis) (антоним: вентральный) — спинной (задний)[1].
- Каудальный (лат. caudalis) (антоним: краниальный) — хвостовой, располагающийся ближе к хвосту или к заднему концу тела.
- Краниальный (лат. cranialis) (антоним: каудальный) — головной, располагающийся ближе к голове или к переднему концу тела.
- Ростральный — носовой, дословно — «располагающийся ближе к клюву»; располагающийся ближе к голове или к переднему концу тела.

### Основные плоскости и разрезы

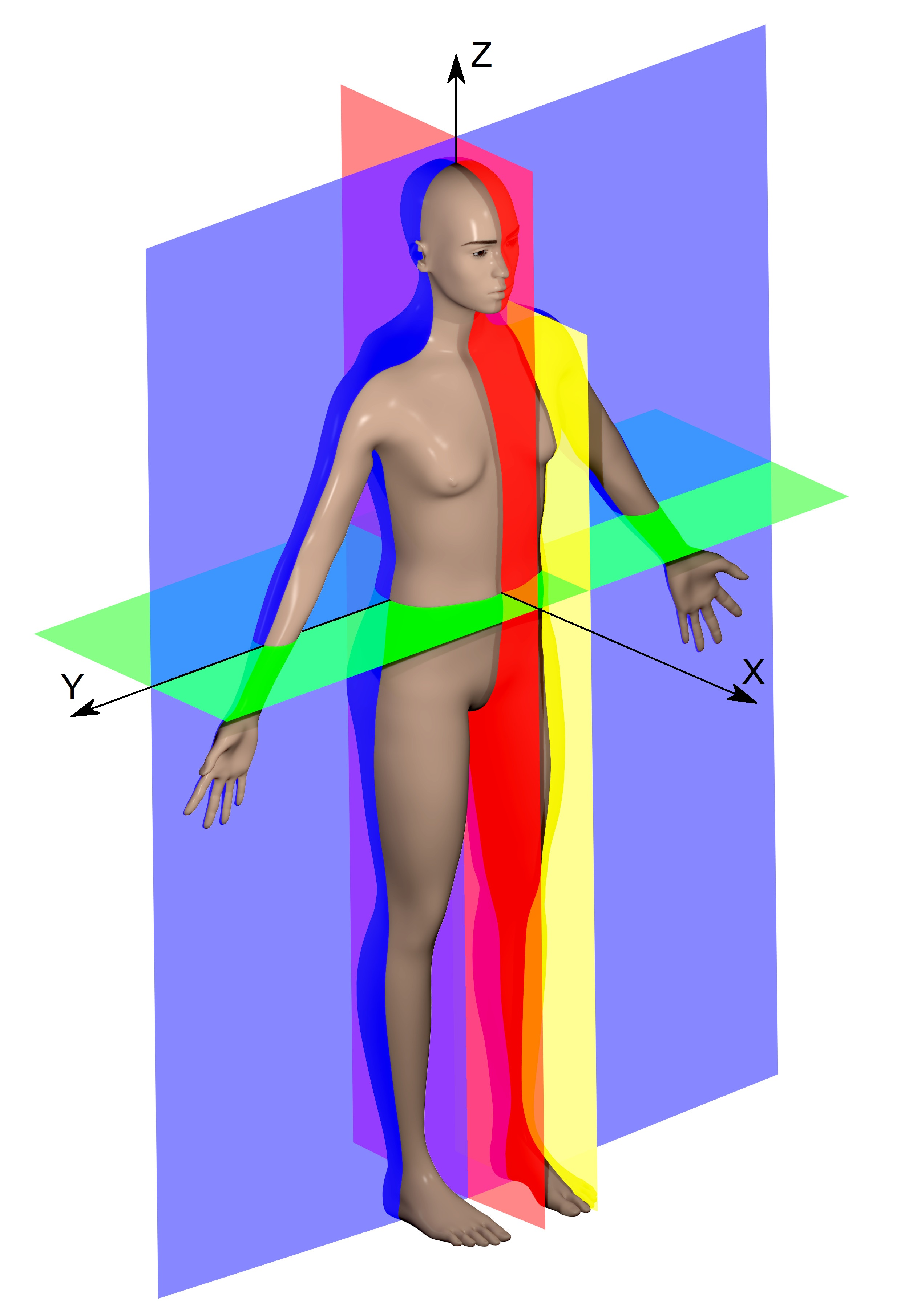
Анатомические плоскости:,,,

- Сагиттальный разрез — разрез, идущий в плоскости двусторонней симметрии тела.
- Парасагиттальный разрез — разрез, идущий параллельно плоскости двусторонней симметрии тела.
- Фронтальный разрез (лат. frontalis) — разрез, идущий вдоль передне-задней оси тела перпендикулярно сагиттальному.
- Аксиальный разрез — разрез, идущий в поперечной плоскости тела

### Способы введения лекарственных препаратов
- интрадермально, внутрикожно (англ. intracutaneous или intradermal);
- интраназально — через нос;
- интраартикулярно — внутрь сустава (внутренняя блокада);
- параартикулярно — в ткани вокруг сустава (наружная блокада);
- подкожно (англ. subcutaneous);
- вагинально  — через влагалище;
- внутримышечно (англ. intramuscular);
- внутривенно (англ. intravenous);
  - интракубитально (лат. intra-внутрь, лат. venae cubitalis-кубитальные вены) внутривенная инъекция в вены локтевой ямки;
- внутриартериально;
- внутрикостно;
- парабульбарно — через кожу нижнего века;
- паравертебрально — в ткани околопозвоночной области;
- парентерально — минуя желудочно-кишечный тракт (инъекционно);
- перорально — через рот (лат. per os);
- ректально — через анальное отверстие (lat. per rectum);
- сублингвально — под язык;
- трансбуккально — между верхней губой и десной;
- эндотрахеально — через интубационную трубку в трахею;
- эпидурально — в эпидуральное пространство позвоночника.

## Направления
У животных обычно на одном конце тела располагается голова, а на противоположном — хвост. Головной конец в анатомии именуют краниальным, cranialis (лат. cranium «череп»), а хвостовой носит название каудального, caudalis (cauda «хвост»). На самой же голове ориентируются на нос животного, и направление к его кончику называют ростральным, rostralis (rostrum «клюв; нос»).
Поверхность или сторона тела животного, направленная вверх, против силы тяжести, называется дорсальной, dorsalis (dorsum «спина»), а противоположная сторона тела, оказывающаяся наиболее близко к земле, когда животное находится в естественном положении, то есть ходит, летает или плавает, — вентральная, ventralis (venter «живот»). Например, спинной плавник дельфина расположен дорсально, а вымя у коровы на вентральной стороне.
Для конечностей справедливы понятия: проксимальный, proximalis — для точки, более приближенной к туловищу, и дистальный, distalis — для удалённой. Те же термины для органов означают удалённость от места начала данного органа: например, «дистальный отрезок тощей кишки»; или например, в руке человека плечо — проксимальный отдел, а кисть — дистальный.
Правая, dexter, и левая, sinister, стороны обозначаются, как они могли бы представляться с точки зрения изучаемого животного. Гомолатеральный, реже ипсилатеральный — расположение на той же стороне, а контрлатеральный — на противоположной стороне; билатерально — расположение по обе стороны.

### Применение в анатомии человека
Все описания в анатомии человека основаны на предположении, что тело находится в позиции анатомической стойки, то есть человек стоит прямо, руки опущены, ладони обращены вперёд.
Области, расположенные ближе к голове, называются верхними; дальше — нижними. Верхний, superior, соответствует понятию краниальный, а нижний, inferior, — понятию каудальный.
Передний, anterior, и задний, posterior, соответствуют понятиям вентральный и дорсальный (однако в случае четвероногих животных, способных к вертикальной стойке, термины передний и задний некорректны: следует употреблять понятия дорсальный и вентральный).
Если рассматривается желудочно-кишечный тракт человека, то направление от рта к анусу называют каудальным.

## Обозначение направлений
Образования, лежащие ближе к срединной плоскости — медиальные, medialis, а расположенные дальше — латеральные, lateralis. Образования, расположенные на срединной плоскости, называют срединными, medianus. Например, щека располагается латеральнее крыла носа, а кончик носа — срединная структура. Если орган лежит между двумя соседними образованиями, его называют промежуточным, intermedius.
Образования, расположенные ближе к туловищу, будут проксимальными по отношению к более удалённым, дистальным. Эти понятия справедливы также и при описании органов. Например, дистальный конец мочеточника проникает в мочевой пузырь.
Центральный — находящийся в центре тела или анатомической области;
периферический — внешний, удалённый от центра.
При описании положения органов, залегающих на различной глубине, используют термины: глубокий, profundus, и поверхностный, superficialis.
Понятия наружный, externus, и внутренний, internus, используют при описании положения структур по отношению к различным полостям тела.
Термином висцеральный, visceralis (viscerus — внутренность) обозначают принадлежность и близкое расположение с каким-либо органом. А париетальный, parietalis (paries — стенка), — значит «имеющий отношение к какой-либо стенке». Например, висцеральная плевра покрывает лёгкие, в то время как париетальная плевра покрывает внутреннюю поверхность грудной стенки.

### Конечности
Поверхность верхней конечности относительно ладони обозначают термином palmaris — ладонный, а нижней конечности относительно подошвы — plantaris — подошвенный.
Край предплечья со стороны лучевой кости называют лучевым, radialis, а со стороны локтевой кости — локтевым, ulnaris. На голени край, где располагается большеберцовая кость, называется большеберцовым, tibialis, а противоположный край, где лежит малоберцовая кость — малоберцовым, fibularis.

Проксимальный (от лат. proximus — ближайший) — термин, указывающий на расположение органа или его части ближе к центру тела или к срединной (медианной) его плоскости; противоположен термину дистальный, например, в руке человека плечо — проксимальный отдел, а кисть — дистальный.

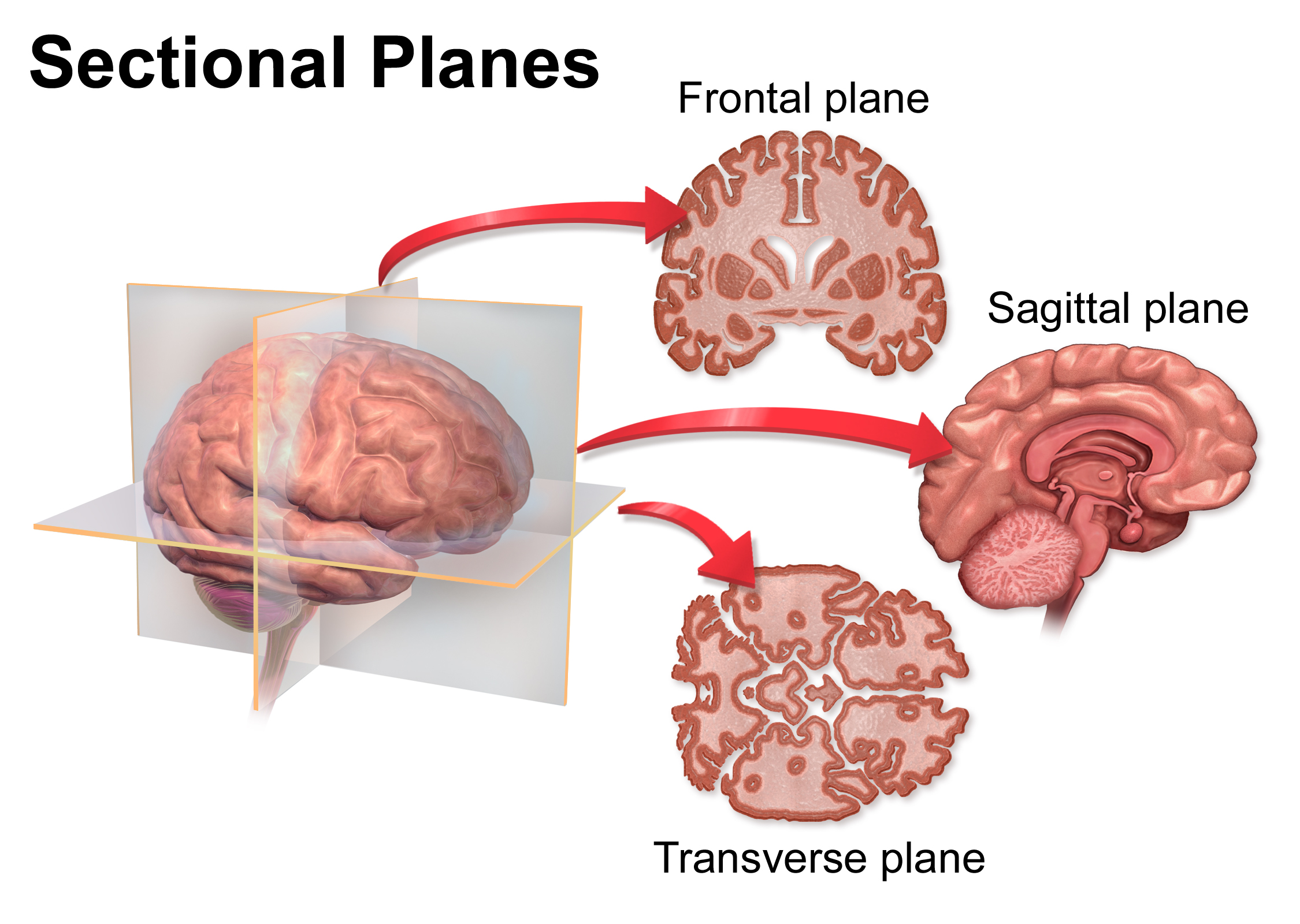
Плоскости срезов на примере мозга

-->

## Плоскости
В анатомии животных и человека принято понятие об основных проекционных плоскостях.
- сагиттальная плоскость разделяет тело на левую и правую части;
- фронтальная плоскость разделяет тело на дорсальную и вентральную части;
- горизонтальная плоскость разделяет тело на краниальную и каудальную части.

### Применение в анатомии человека
Отношение тела к главным плоскостям проекции важно в таких системах медицинской визуализации, как компьютерная и магнитно-резонансная томография, позитронно-эмиссионная томография. В таких случаях тело человека, находящегося вертикально в анатомической стойке, условно помещается в трёхмерную прямоугольную систему координат. При этом плоскость YX оказывается расположенной горизонтально, ось X располагается в переднезаднем направлении, ось Y идёт слева направо или справа налево, а ось Z направляется вверх и вниз, то есть вдоль тела человека.
- Сагиттальная плоскость, XZ — разделяет правую и левую половины тела.
- Фронтальная или корональная плоскость, YZ — также располагается вертикально, перпендикулярно к сагиттальной; она отделяет переднюю (вентральную) часть тела от задней (дорсальной) части.
- Горизонтальная, аксиальная или поперечная плоскость, XY — перпендикулярна двум первым и параллельна поверхности земли, она отделяет вышележащие отделы тела от нижележащих.

Эти три плоскости могут быть проведены через любую точку тела человека; количество плоскостей может быть произвольным. Кроме того, в систематической анатомии для определения топографии внутренних органов используют ряд других плоскостей:
- горизонтальную транспилорическую (planum transpyloricum), проходящую через середину линии, соединяющей вырезку грудины с лобковым симфизом;
- горизонтальную подрёберную (planum subcostale), проходящую через самые нижние точки реберной дуги;
- горизонтальную надгребневую (planum supracristale), соединяющую самые верхние точки подвздошных гребней;
- горизонтальную межбугорковую плоскость (planum intertuberculare), проходящую через верхние передние подвздошные ости подвздошных костей,

и др.

## Движения
Термином сгибание, flexio, обозначают движение одного из костных рычагов вокруг фронтальной оси, при котором угол между сочленяющимися костями уменьшается. Например, когда человек садится, при сгибании в коленном суставе уменьшается угол между бедром и голенью. Движение в противоположном направлении, то есть, когда происходит выпрямление конечности или туловища, а угол между костными рычагами увеличивается, называется разгибанием, extensio.
Исключением является голеностопный (надтаранный) сустав, в котором разгибание сопровождается движением пальцев вверх, а при сгибании, например, когда человек встаёт на цыпочки, пальцы движутся книзу. Поэтому сгибание стопы называют также подошвенным сгибанием, а разгибание стопы обозначают термином тыльное сгибание.
Движениями вокруг сагиттальной оси являются приведение, adductio, и отведение, abductio. Приведение — движение кости по направлению к срединной плоскости тела или (для пальцев) к оси конечности, отведение характеризует движение в противоположном направлении. Например, при отведении плеча рука поднимается в сторону, а приведение пальцев ведёт к их смыканию.
Под вращением, rotatio, понимают движение части тела или кости вокруг своей продольной оси. Например, поворот головы происходит благодаря вращению шейного отдела позвоночника. Вращение конечностей обозначают также терминами пронация, pronatio, или вращение внутрь, и супинация, supinatio, или вращение наружу. При пронации ладонь свободно висящей верхней конечности поворачивается назад, а при супинации — вперед. Пронация и супинация кисти осуществляются благодаря проксимальному и дистальному лучелоктевым суставам. Нижняя конечность вращается вокруг своей оси преимущественно за счёт тазобедренного сустава; пронация ориентирует носок стопы внутрь, а супинация — кнаружи. Если при движении вокруг всех трёх осей конец конечности описывает окружность, такое движение называют круговым, circumductio.
Ещё один вид движения — элевация, elevatio — поднятие (отведение) руки выше горизонтального уровня, которое происходит с участием движения всего пояса верхней конечности (лопатки и ключицы), в то время как поднятие руки до горизонтального уровня происходит только в плечевом суставе.
Антероградным называют движение по ходу естественного тока жидкостей и кишечного содержимого, движение же против естественного тока называют ретроградным. Так, движение пищи изо рта в желудок антероградное, а при рвоте — ретроградное.

### Мнемонические правила
Для запоминания направления движения кисти руки при супинации и пронации обычно используют аналогию с фразой «Суп несу, суп пролил».
Обучающемуся предлагают вытянуть руку вперед ладонью вверх (вперед при висящей конечности) и представить, что он на руке держит тарелку супа — «Суп несу» — супинация. Затем он поворачивает руку ладонью вниз (назад при свободно-висящей конечности) — «суп пролил» — пронация.